# Muzeum Wojny Overloon
Muzeum Wojny Overloon (Oorlogsmuseum Overloon) – to współczesne muzeum wojskowe poświęcone broni pancernej i pojazdom, w Overloon w gminie Land van Cuijk w Holandii. W muzeum prezentowane są czołgi, pojazdy, broń, mundury, wyposażenie i insygnia wojskowe głównie z czasów II wojny światowej, ale także z okresu zimnej wojny.
Początkowo większe eksponaty (czołgi itp.) eksponowane były w parkowej scenerii. Z biegiem czasu zostały umieszczone w halach, aby chronić je przed ujemnym wpływem warunków atmosferycznych. W 2006 do Overloon trafiły także eksponaty z Muzeum Marshalla w Zwijndrecht. W rozległym parku muzeum znajdują się również rzeźby znanych artystów, które traktują o okropnościach wojny.

## Historia
Muzeum zostało otwarte w 25. maja 1946. Przede wszystkim zgromadzono i wyeksponowano w nim sprzęt wojenny z bitwy pod Overloon toczonej jesienią 1944 w ramach Operacji Market Garden. Później napływały do niej eksponaty z całego kraju. W 1960 roku muzeum otrzymało status państwowy.
W drugim dziesięcioleciu XXI w. muzeum zostało przebudowane i obecnie koncentruje się na nowoczesnej i interaktywnej prezentacji wydarzeń historycznych, nie zaniedbując techniczno-historycznego aspektu kolekcji.

## Wystawa
Wystawa obejmuje ponad 150 pojazdów i dział w większości używanych podczas II wojny światowej. Wiele eksponatów prezentowanych jest w dużych dioramach, m.in. inwazja z 1944. Wśród eksponatów znajdują się m.in. czołgi - Mk V Churchill, M4 Sherman, Panther, T-34-85, samoloty - SUPERMARINE SPITFIRE MK. XIV, B-25 Mitchell, samochody - samochód ciężarowy GMC, Willys (1941), broń strzelecka i urządzenia - Valentine Bridgelayer oraz mundury.

## Galeria

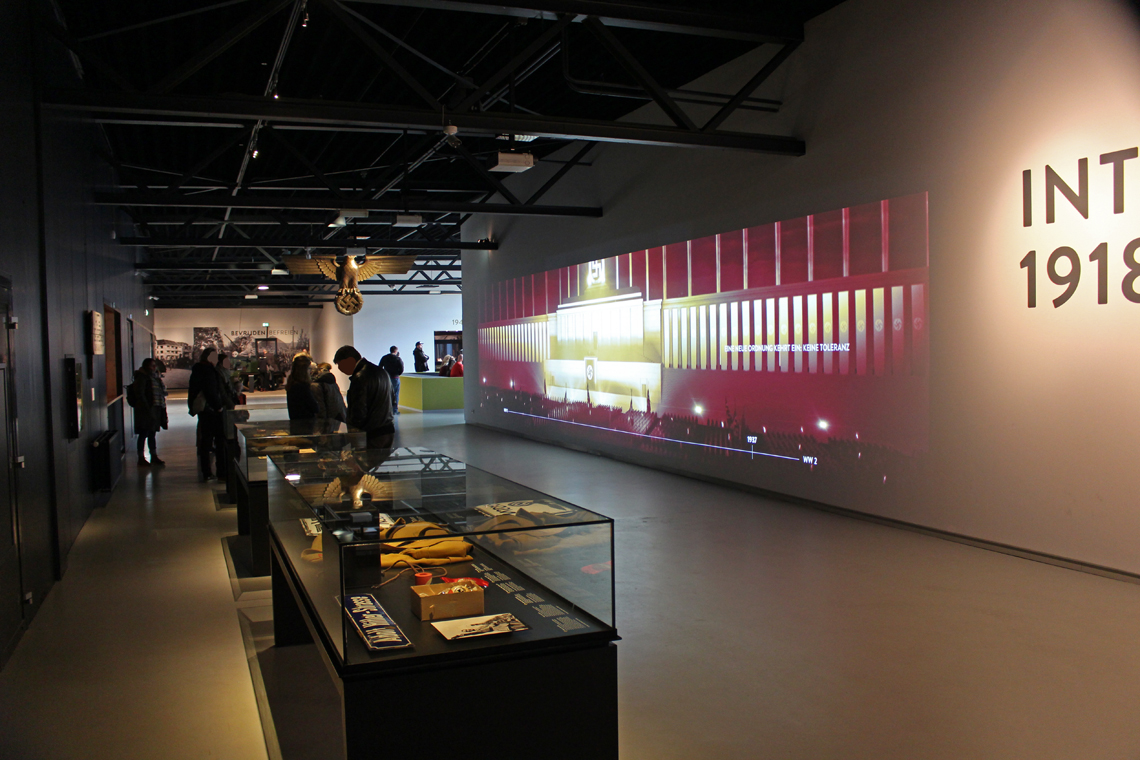
Hala wejściowa po przebudowie (2016)
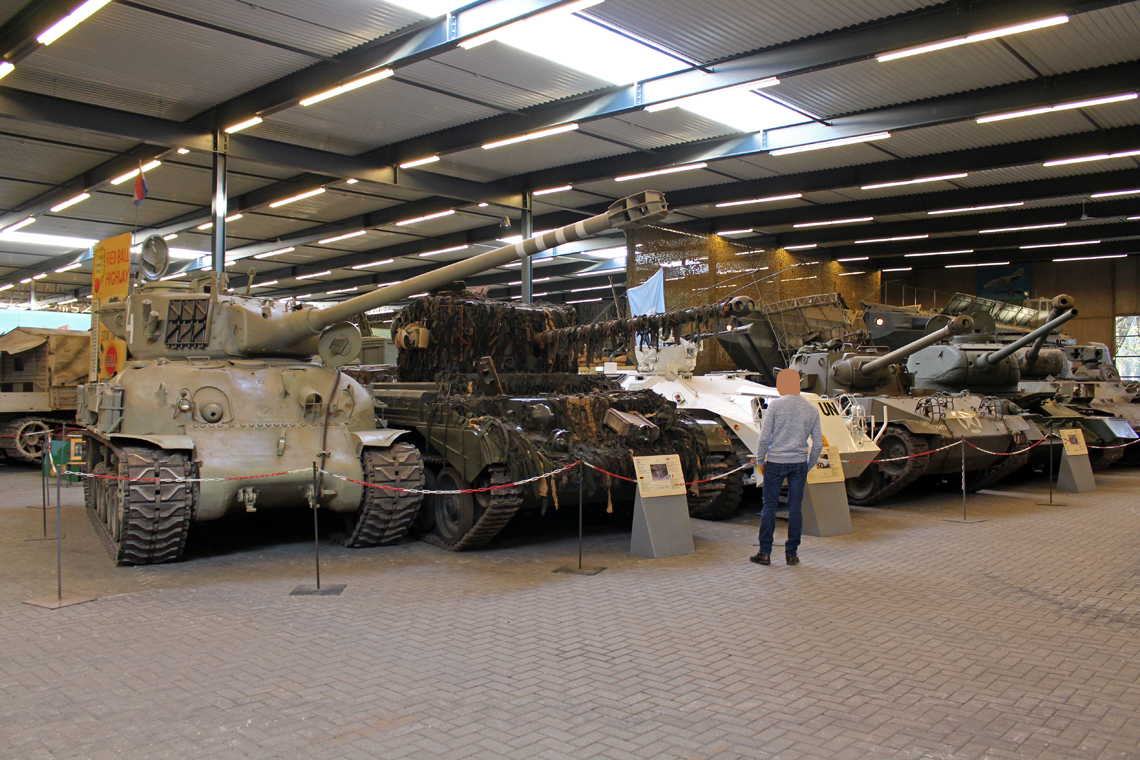
Różne typy czołgów w muzeum (2016)
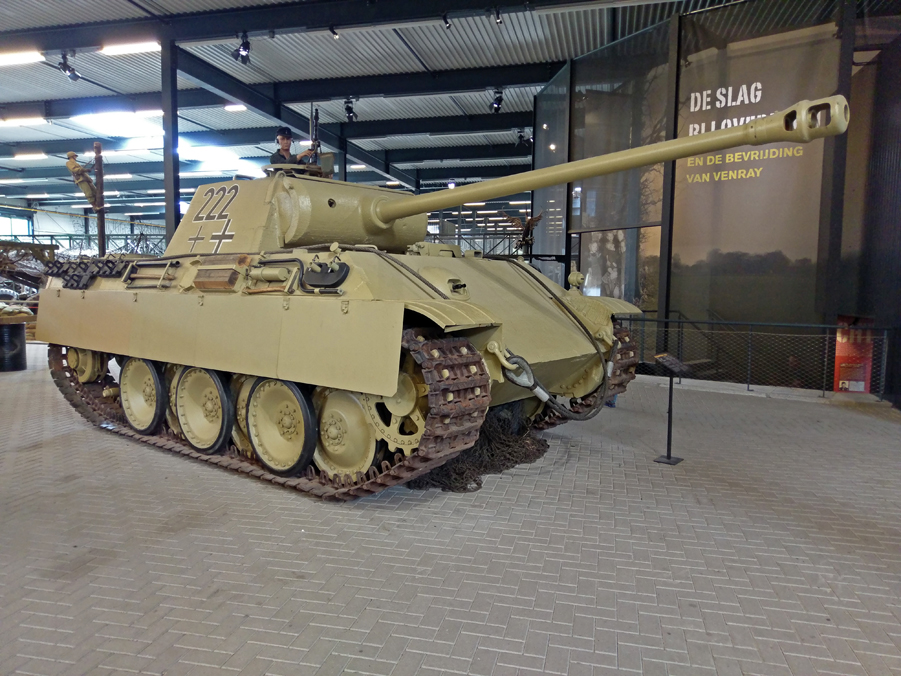
PzKpfw V Panther (2019)
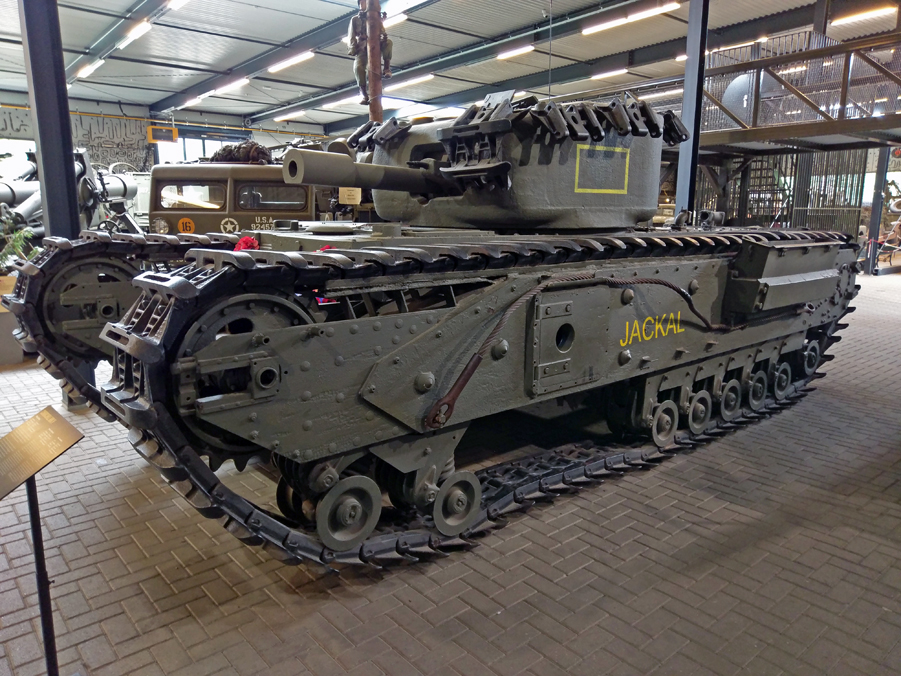
Czołg Churchill - „Jackal" (2019)
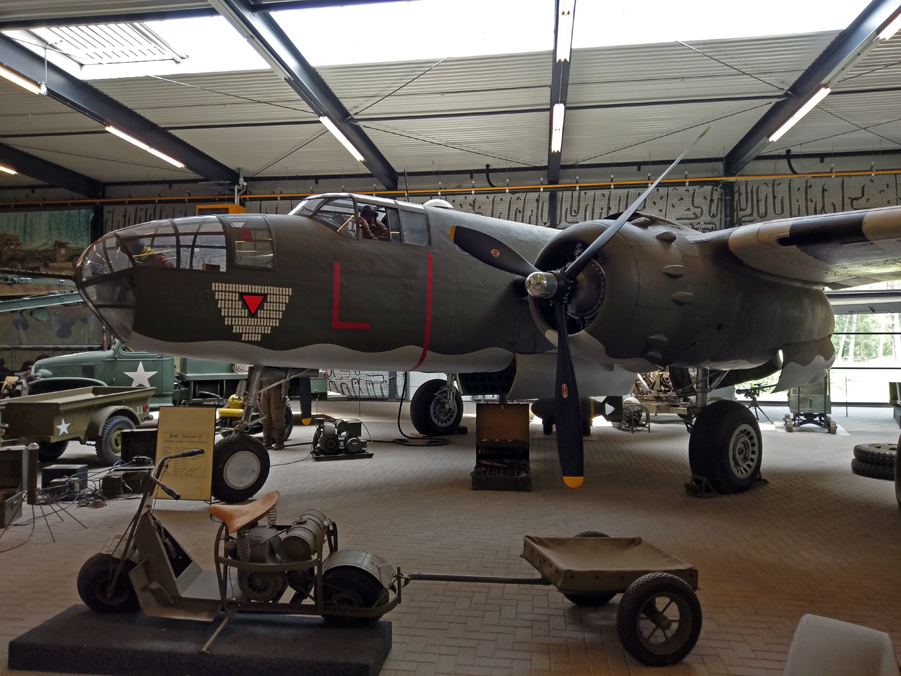
B - 25 Mitchell (2019)